# Фінал Кубка Стенлі 1991

Фінал Кубка Стенлі 1991 (англ. Stanley Cup Finals) — 99-й загалом фінал Кубка Стенлі та сезону 1990–1991 у НХЛ між командами «Піттсбург Пінгвінс» та «Міннесота Норт-Старс». Фінальна серія стартувала 15 травня в Піттсбурзі, а фінішувала 25 травня перемогою «Піттсбург Пінгвінс».
У регулярному чемпіонаті «Піттсбург Пінгвінс» фінішували першими в дивізіоні Патрик Конференції Принца Уельського набравши 88 очок, а «Міннесота Норт-Старс» посіли четверте місце в дивізіоні Норріса Конференції Кларенса Кемпбела з 68 очками.
У фінальній серії перемогу здобули «Піттсбург Пінгвінс» 4:2. Приз Кона Сміта (найкращого гравця фінальної серії) отримав нападник «Пінгвінів» Маріо Лем'є.
Наразі це останній випадок коли фінал та сезон НХЛ завершились в травні.

## Шлях до фіналу
| Західна конференція     |          |                 |                   |                                   |
| Стадія                  | Суперник | Суперник        | Загальний рахунок | Результати матчів                 |
| Чвертьфінал конференції | Н1       | Чикаго Блекгокс | 4 : 2             | 4:3 (ОТ), 2:5, 5:6, 3:1, 6:0, 3:1 |
| Півфінал конференції    | Н2       | Сент-Луїс Блюз  | 4 : 2             | 2:1, 2:5, 5:1, 8:4, 2:4, 3:2      |
| Фінал конференції       | С3       | Едмонтон Ойлерз | 4 : 1             | 3:1, 2:7, 7:3, 5:1, 3:2           |

| Східна конференція      |          |                    |                   |                                        |
| Стадія                  | Суперник | Суперник           | Загальний рахунок | Результати матчів                      |
| Чвертьфінал конференції | П4       | Нью-Джерсі Девілс  | 4 : 3             | 1:3, 5:4 (ОТ), 4:3, 1:4, 2:4, 4:3, 4:0 |
| Півфінал конференції    | П3       | Вашингтон Кепіталс | 4 : 1             | 2:4, 7:6 (ОТ), 3:1, 3:1, 4:1           |
| Фінал конференції       | А1       | Бостон Брюїнс      | 4 : 2             | 3:6, 4:5 (ОТ), 4:1, 4:1, 7:2, 5:3      |

## Арени
| Блумінгтон        | Мет центр Сівік-аренаclass=notpageimage\| Арени фіналу Кубка Стенлі 1991 | Піттсбург         |
| Мет центр         | Мет центр Сівік-аренаclass=notpageimage\| Арени фіналу Кубка Стенлі 1991 | Сівік-арена       |
| Місткість: 15 000 | Мет центр Сівік-аренаclass=notpageimage\| Арени фіналу Кубка Стенлі 1991 | Місткість: 16 164 |
|                   | Мет центр Сівік-аренаclass=notpageimage\| Арени фіналу Кубка Стенлі 1991 |                   |

## Серія
| 15 травня 1991 | Міннесота Норт-Старс | 5 : 4 (2:1, 2:2, 1:1) | Піттсбург Пінгвінс | Сівік-арена, Піттсбург |

| Протокол                                                                                      | Протокол   | Протокол                                                                          | Протокол                   | Протокол |
| --------------------------------------------------------------------------------------------- | ---------- | --------------------------------------------------------------------------------- | -------------------------- | -------- |
|                                                                                               | Джон Кейсі | Голкіпери                                                                         | Том Баррассо (00:00-59:14) |          |
| Ніл Бротен (06:32) Ульф Дален (09:49) Марк Бюро (26:53) Ніл Бротен (37:01) Боббі Сміт (41:39) |            | Ульф Самуельссон (03:45) Маріо Лем'є (23:54) Скотт Янг (27:43) Джо Маллен (50:35) |                            |          |
| 16 хв.                                                                                        | Вилучення  | 10 хв.                                                                            |                            |          |
| 29                                                                                            | Кидки      | 38                                                                                |                            |          |

| 17 травня 1991 | Міннесота Норт-Старс | 1 : 4 (0:2, 1:2, 0:0) | Піттсбург Пінгвінс | Сівік-арена |

| Протокол            | Протокол                 | Протокол                                                                         | Протокол     | Протокол |
| ------------------- | ------------------------ | -------------------------------------------------------------------------------- | ------------ | -------- |
|                     | Джон Кейсі (00:00-58:21) | Голкіпери                                                                        | Том Баррассо |          |
| Майк Модано (20:55) |                          | Боб Еррі (14:26) Кевін Стівенс (19:10) Маріо Лем'є (35:04) Кевін Стівенс (36:32) |              |          |
| 27 хв.              | Вилучення                | 52 хв.                                                                           |              |          |
| 40                  | Кидки                    | 31                                                                               |              |          |

| 19 травня 1991 | Піттсбург Пінгвінс | 1 : 3 (0:0, 0:2, 1:1) | Міннесота Норт-Старс | Мет центр, Блумінгтон |

| Протокол         | Протокол     | Протокол                                                   | Протокол   | Протокол |
| ---------------- | ------------ | ---------------------------------------------------------- | ---------- | -------- |
|                  | Том Баррассо | Голкіпери                                                  | Джон Кейсі |          |
| Філ Бурк (41:23) |              | Дейв Ганьє (27:21) Боббі Сміт (27:54) Гаетан Дюшен (42:01) |            |          |
| 47 хв.           | Вилучення    | 30 хв.                                                     |            |          |
| 30               | Кидки        | 33                                                         |            |          |

| 21 травня 1991 | Піттсбург Пінгвінс | 5 : 3 (3:1, 1:2, 1:0) | Міннесота Норт-Старс | Мет центр |

| Протокол                                                                                             | Протокол     | Протокол                                                   | Протокол                 | Протокол |
| --- | ------------ | ---------------------------------------------------------- | ------------------------ | -------- |
| | Том Баррассо | Голкіпери                                                  | Джон Кейсі (00:00-59:35) |          |
| Кевін Стівенс (00:58) Рон Френсіс (02:36) Маріо Лем'є (02:58) Браян Троттьє (29:55) Філ Бурк (59:45) |              | Дейв Ганьє (18:22) Браян Пропп (33:10) Майк Модано (38:25) |                          |          |
| 33 хв.                                                                                               | Вилучення    | 16 хв.                                                     |                          |          |
| 24                                                                                                   | Кидки        | 38                                                         |                          |          |

| 23 травня 1991 | Міннесота Норт-Старс | 4 : 6 (1:4, 1:1, 2:1) | Піттсбург Пінгвінс | Сівік-арена |

| Протокол                                                                    | Протокол                                             | Протокол | Протокол                                                    | Протокол |
| --------------------------------------------------------------------------- | ---------------------------------------------------- | --- | ----------------------------------------------------------- | -------- |
|                                                                             | Браян Гейвард (00:00-45:42) Джон Кейсі (45:42-59:23) | Голкіпери | Френк П'єтранджело (00:00-40:00) Том Баррассо (40:00-60:00) |          |
| Ніл Бротен (14:52) Дейв Ганьє (26:54) Ульф Дален (41:36) Дейв Ганьє (47:42) |                                                      | Маріо Лем'є (05:36) Кевін Стівенс (10:08) Марк Реккі (11:45) Марк Реккі (13:41) Рон Френсіс (36:26) Трой Лоуні (58:21) |                                                             |          |
| 24 хв.                                                                      | Вилучення                                            | 18 хв. |                                                             |          |
| 25                                                                          | Кидки                                                | 31 |                                                             |          |

| 25 травня 1991 | Піттсбург Пінгвінс | 8 : 0 (3:0, 3:0, 2:0) | Міннесота Норт-Старс | Мет центр |

| Протокол | Протокол     | Протокол  | Протокол                                             | Протокол |
| --- | ------------ | --------- | ---------------------------------------------------- | -------- |
| | Том Баррассо | Голкіпери | Джон Кейсі (00:00-38:31) Браян Гейвард (38:31-60:00) |          |
| Ульф Самуельссон (02:00) Маріо Лем'є (12:19) Джо Маллен (13:14) Боб Еррі (33:15) Рон Френсіс (34:28) Джо Маллен (38:44) Джим Пак (41:29) Ларрі Мерфі (53:45) |              |           |                                                      |          |
| 14 хв. | Вилучення    | 28 хв.    |                                                      |          |
| 28 | Кидки        | 39        |                                                      |          |

| Володар Кубка Стенлі 1991       |
| ------------------------------- |
| Піттсбург Пінгвінс перший титул |

## Володарі Кубка Стенлі
| Володарі Кубка Стенлі «Піттсбург Пінгвінс» | Воротарі: Венделл Янг, Френк П'єтранджело, Том Баррассо Захисники: Джим Пак, Грант Дженнінгс, Ульф Самуельссон, Ренді Гілльє, Пол Стантон, Пол Коффі, Горді Робертс, Пітер Тальянетті, Ларрі Мерфі Нападники: Рон Френсіс, Баррі Педерсон, Ренді Гілєн, Браян Троттьє, Їржі Грдіна, Джо Маллен, Маріо Лем'є (К), Марк Реккі, Боб Еррі, Джей Кофілд, Трой Лоуні, Кевін Стівенс, Філ Бурк, Яромир Ягр, Скотт Янг Головний тренер: Боб Джонсон Генеральний менеджер: Крейг Патрік |